# كاتلين كومبتون جريج
كاتلين كومبتون جريج (بالإنجليزية: Caitlin Compton)‏ هي متزحلقة أمريكية، ولدت في 7 نوفمبر 1980 في نيويورك في الولايات المتحدة.

## وصلات خارجية
- كاتلين كومبتون جريج على موقع IBU (الإنجليزية)
- كاتلين كومبتون جريج على موقع الاتحاد الدولي للتزلج (التزلج الريفي) (الإنجليزية)
- كاتلين كومبتون جريج على موقع أوليمبيديا (الإنجليزية)